# Violet (Band)
 Violet  ist eine deutsche Band, die verschiedene historische Einflüsse aufgreift.

## Biografie
Seit 1996 sind Violet in der Gothic-, Mittelalter-, Steampunk- und Independent-Szene aktiv. Die aktuelle Besetzung besteht seit 2010 aus Bianca Stücker (Gesang, Hackbrett, Cembalo, Rauschpfeifen), Oliver Pietsch (Gitarre, Rauschpfeifen), Markus Bosser (Violine), Rainer Janssen (Sackpfeifen, Drehleier), Lars Kappeler (Bass) und Gerwin Spalink (Schlagzeug).
Bianca Stücker und Oliver Pietsch gründeten die Band 1996. Markus Bosser (Violine) kam noch im gleichen Jahr hinzu, bald darauf folgten Rainer Janssen (Sackpfeifen, Drehleier), Chelsea Bock (Bass) und Martin Duda (Schlagzeug, Perkussion). In dieser Besetzung spielten Violet erste Konzerte.
1999 erhielten Violet ihren ersten Plattenvertrag bei Autogram Records, auf dessen Sublabel costbar das erste Album September veröffentlicht wurde. Mit dem Nachfolger Omnis mundi konnten Violet ihren Bekanntheitsgrad steigern und tourten durch Deutschland, Österreich und die Schweiz. 2006 wechselte die Band zu Equinoxe Records, wo 2007 The Book of Eden erschien, ein Konzeptalbum, das Kai Meyers Roman Das Buch von Eden musikalisch illustrierte. Die Musik entstand in enger Zusammenarbeit mit dem Autor auf seinen Wunsch hin.
2009 zeichneten sich stilistische Änderungen ab, das vierte Studioalbum Modern Life wies vor allem optisch kaum noch mittelalterliche Elemente auf. Etwa zeitgleich entwickelte sich das Projekt The Violet Tribe und die Steampunk-Ästhetik schlug sich in den Arbeiten beider Gruppen nieder.
Seit 2010 sind Lars Kappeler (Bass) und Gerwin Spalink (Schlagzeug) feste Violet-Mitglieder.

## Instrumentarium
Violet verbinden den Einsatz von Instrumenten aus der Alten Musik mit Gitarre,
(E-)Bass, Schlagzeug und Elektronik. Zum Einsatz kommen in diesem Zusammenhang Hackbrett, Sackpfeifen, Violine, Blockflöten, Cembalo, Drehleier, Rauschpfeifen, Saz und Perkussion.

## Stil
Violet bewegen sich stilistisch außerhalb der Genregrenzen des typischen Mittelalterrock (z. B. vertreten durch Saltatio Mortis, In Extremo u. a.); eher lassen sich Vergleiche zu Faun oder Qntal herstellen. Als wesentliches Kennzeichen lässt sich die Verbindung von einer gelegentlich an Trip-Hop-Anleihen erinnernden Rhythmussektion mit innovativ eingesetzten Folkloreinstrumenten feststellen; hinzu kommen orientalische Einflüsse. Seit der Veröffentlichung von "The Book of Eden", nach einem Buch von Kai Meyer, prägt zudem die zusätzliche Verwendung elektronischer Klangstrukturen das Erscheinungsbild der Musik.
Die am häufigsten verwendeten Sprachen sind Englisch, Spanisch und Latein; deutsche Texte finden seltener Verwendung.

## Violetta
Auf "September" und "Omnis mundi" mischten Violet noch traditionelle mittelalterliche Stücke mit Eigenkompositionen. 2004 wurde der musikalische Ableger Violetta gegründet, sodass Violet seitdem der eigenen Musik (ggf. mit historischen Texten) vorbehalten bleibt, während Violetta den Rahmen für die Interpretation Alter Musik aus Okzident und Orient bietet. Violetta arbeiteten bereits mehrfach mit einem Chor (Leitung: Bianca Stücker) zusammen.
Neben Bianca Stücker, Oliver Pietsch und Rainer Janssen ist Britta Wandschneider (Perkussion. Blockflöten, Gesang, Rauschpfeifen) festes Violetta-Mitglied; Gurbet Albayrak (Saz, Gesang) tritt häufig als Gastmusiker in Erscheinung.

## Diskografie

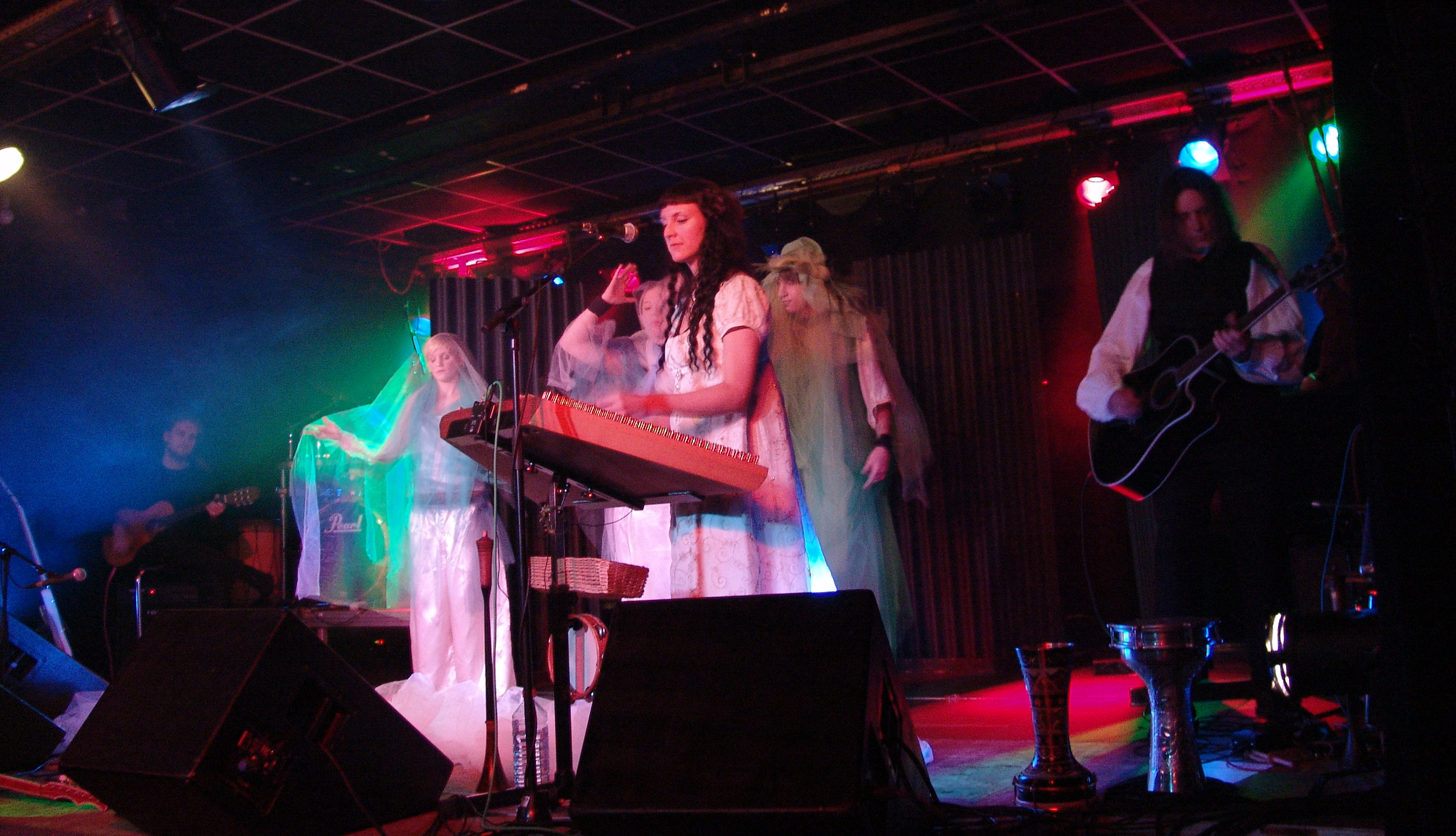
Violet bei einem Liveauftritt

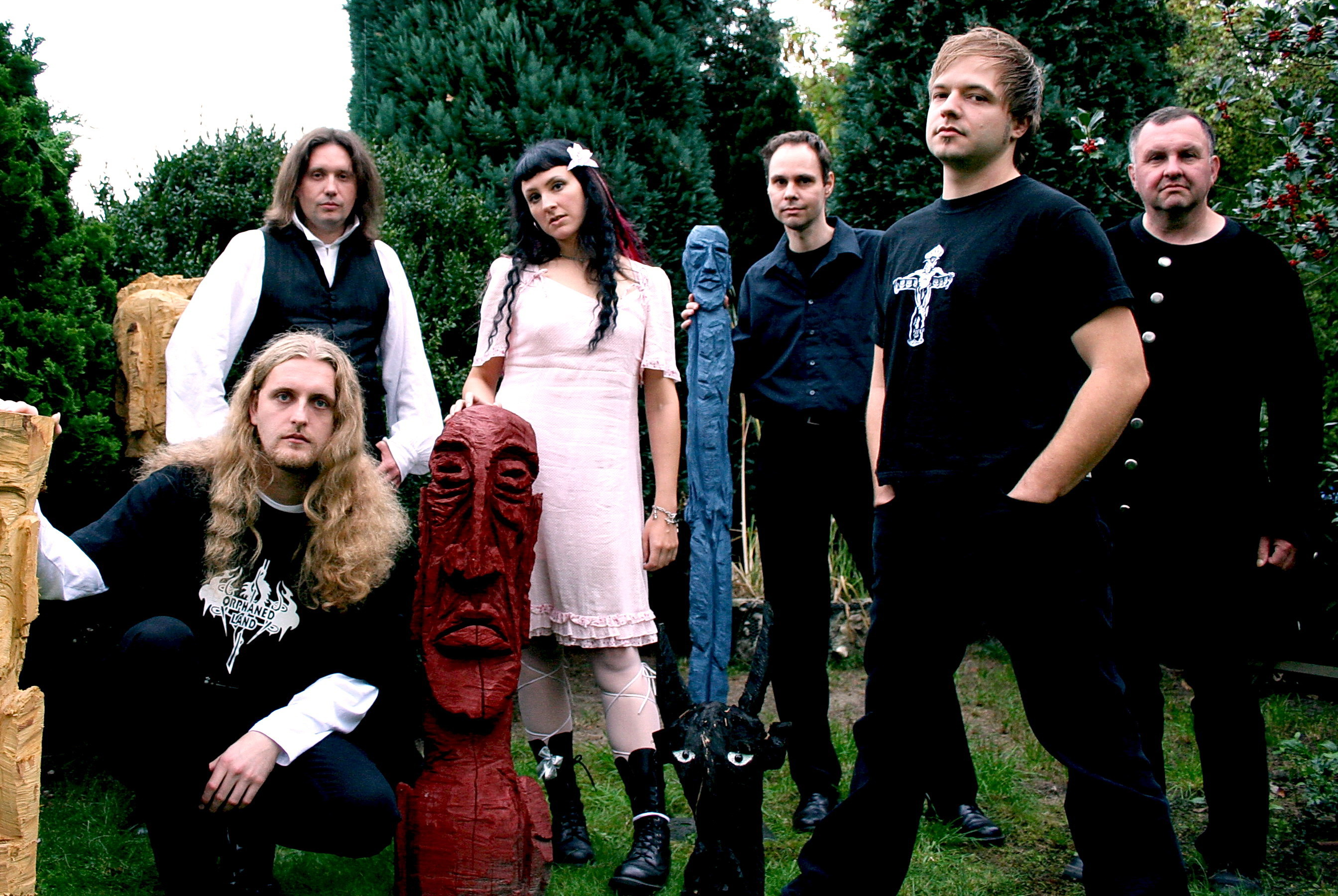
Mitglieder von Violet 2008

### Alben
- 2000: September (costbar/EFA)
- 2002: Omnis mundi (costbar/Broken Silence)
- 2007: The Book of Eden (Equinoxe Records/ALIVE)
- 2009: Modern Life (Equinoxe Records/ALIVE)
- 2013: The Violet Steam Experience (Equinoxe Records/NovaMD)

### Sonstiges
- 2005: Violetta - Mandra mea (Rein mittelalterliches Nebenprojekt; costbar/Broken Silence)
- 2010: The Violet Tribe - The Violet Tribe's Ravishing Collection Of Curios (Live-Musik-und-Underground-Bellydance-Nebenprojekt; Equinoxe Records/ALIVE)
- 2011: The Violet Tribe - Grand Hotel (Equinoxe Records/ALIVE)